# 2007-es feröeri labdarúgó-bajnokság (első osztály)

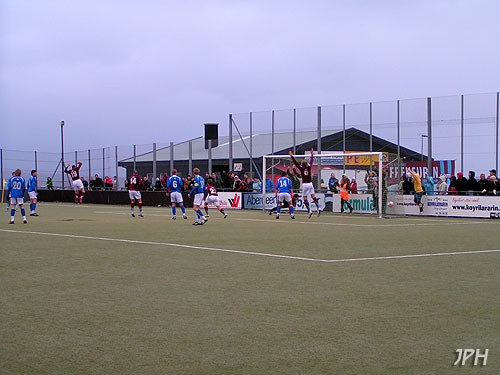
Az AB Argir gólt szerez és 3-1-re nyer a KÍ Klaksvík ellen 2007. szeptember 16-án

A Formuladeildin 2007-es szezonja (a feröeri első osztály) az alapítás óta a 65. éves bajnokság. Az előző szezonban nyújtott teljesítményük alapján az ÍF Fuglafjørður és a B68 Toftir kiesett az 1. deildbe, míg az AB Argir és a B71 Sandur feljutott onnan.

## Táblázat
| #  | Csapat       | M  | Gy | D | V  | Lg | Kg | Gk  | P  | Megjegyzés                                     |
| -- | ------------ | -- | -- | - | -- | -- | -- | --- | -- | ---------------------------------------------- |
| 1  | NSÍ Runavík  | 27 | 19 | 4 | 4  | 52 | 24 | +28 | 61 | 2008–2009-es UEFA-bajnokok ligája előselejtező |
| 2  | EB/Streymur  | 27 | 17 | 3 | 7  | 58 | 33 | +25 | 54 | 2008–2009-es UEFA-kupa első selejtezőkör       |
| 3  | B36 Tórshavn | 27 | 15 | 7 | 5  | 47 | 23 | +24 | 52 |                                                |
| 4  | HB Tórshavn  | 27 | 15 | 4 | 8  | 59 | 34 | +25 | 49 |                                                |
| 5  | GÍ Gøta      | 27 | 11 | 5 | 11 | 46 | 53 | −7  | 38 |                                                |
| 6  | Skála ÍF     | 27 | 10 | 4 | 13 | 27 | 40 | −13 | 34 |                                                |
| 7  | KÍ Klaksvík  | 27 | 9  | 6 | 12 | 27 | 40 | −13 | 33 |                                                |
| 8  | B71 Sandur   | 27 | 9  | 5 | 13 | 39 | 49 | −10 | 32 |                                                |
| 9  | AB Argir     | 27 | 4  | 5 | 18 | 30 | 55 | −25 | 17 | kiesés az 1. deildbe                           |
| 10 | VB/Sumba     | 27 | 2  | 5 | 20 | 27 | 71 | −44 | 11 | kiesés az 1. deildbe                           |

Utolsó frissítés: végeredmény
Forrás: www.kicker.de (német)
Rendezési elv: 1. pontszám; 2. gólkülönbség; 3. lőtt gólok.
# = helyezés; M = játszott meccsek száma; Gy = győzelmek; D = döntetlenek; V = vereségek; Lg = lőtt gólok; Kg = kapott gólok; Gk = gólkülönbség; Pont = pontok; (B) = bajnok; (K) = kiesett; (F) = feljutott.

## Góllövőlista
A góllövőlista végeredménye.
| #      | Név                  | Egyesület    | Gól |
| ------ | -------------------- | ------------ | --- |
| 1.     | Amed Davy Sylla      | B36 Tórshavn | 18  |
| 2.     | Arnbjørn Hansen      | EB/Streymur  | 14  |
| 3–4.   | Paul Clapson         | KÍ Klaksvík  | 13  |
| 3–4.   | Christian Lundberg   | GÍ Gøta      | 13  |
| 5–7.   | Clayton Soares       | B71 Sandur   | 11  |
| 5–7.   | Sorin Anghel         | EB/Streymur  | 11  |
| 5–7.   | Rógvi Jacobsen       | HB Tórshavn  | 11  |
| 8-9.   | Anderson Castilho    | NSÍ Runavík  | 9   |
| 8-9.   | Andrew av Fløtum     | HB Tórshavn  | 9   |
| 10-11. | Fróði Benjaminsen    | B36 Tórshavn | 8   |
| 10-11. | Hans Pauli Samuelsen | EB/Streymur  | 8   |